# مسجد الجمعة بولانشيري
مسجد الجمعة بولانشيري هو مسجد الجمعة المحلي في مدينة بولانشيري من منطقة مانجيري في ولاية كيرلا في الهند، وقد بني المسجد في عام 1920م، وهناك خمس قواعد تحت المسجد .

## إدارة المسجد
يخضع المسجد للإدارة من قبل جمعية هدايثول جنة الإسلامية، رئيس جمعية هدايثول جنة الإسلامية هو سيد شهاب صاحب ثانغال من منطقة بناكاد، وهناك مدرسة تتبع للمسجد وهي مدرسة نوسراثول الإسلامية، ويتم تشغيلها تحت إدارة المسجد.